# Стадион Шангај
Стадион Шангај (поједностављени кинески: 上海 体育场; традиционални кинески: 上海 體育場; пиниин: Shànghǎi Tǐyùchǎng) је вишенаменски стадион у Шангају, (Кина). Тренутно се највише користи за фудбалске утакмице. 
Изграђен је и отворен 1997. године, када су у Шангају одржане 8. Националне Игре Народне Републике Кине. Реконструисан је у периоду 2006-2008, и био једно од попришта Летњих олимпијских игара 2008. Капацитет стадиона је 80.000 гледалаца, а за фудбалске утакмице је ограничен на 65.000 гледалаца. 
То је један од тридесет највећих фудбалских стадиона у свету, а трећи је по величини стадион у Кини, после Олимпијског стадиона Гуангдунг и Националног стадиона у Пекингу. 